# Cité et district d'Armagh
La cité et district d’Armagh (Armagh City and District en anglais et Cathair agus Ceantar Ard Mhacha en gaélique d’Irlande), officiellement appelé Armagh (Ard Mhacha en gaélique d’Irlande), est un ancien district de gouvernement local d’Irlande-du-Nord.
Créé en octobre 1973, il fusionne le district de Banbridge et le borough de Craigavon en mars 2015 pour créer un autre district de gouvernement local, Armagh, Banbridge and Craigavon.

## Géographie
Le district est situé dans le comté d’Armagh, à la frontière avec la république d’Irlande.

## Histoire
Un district de gouvernement local (local government district en anglais) du nom d’Armagh est créé le 17 juillet 1972 par le Local Government (Boundaries) Order (Northern Ireland) du 20 juin 1972. Les institutions du district entrent en vigueur à compter du 1er octobre 1973 au sens du Local Government Act (Northern Ireland) du 23 mars 1972.
Le district d’Armagh reçoit le statut de cité par lettres patentes du 9 mars 1995. Un décret en Conseil du 15 septembre 1995 change sa dénomination en « cité et district d’Armagh » (Armagh City and District) à compter du 1er octobre suivant. Le 15 janvier 1997, le district reçoit également le statut de borough.
La majeure partie des territoires du borough d’Armagh, du district de Banbridge et du borough de Craigavon sont réunis par le Local Government (Boundaries) Act (Northern Ireland) du 23 mai 2008. Le borough résultant de la fusion des anciens districts, Armagh, Banbridge and Craigavon, est créé à compter du 1er avril 2015 par le Local Government (Boundaries) Order (Northern Ireland) du 30 novembre 2012.

## Administration

### Conseil
L’Armagh City and District Council, littéralement, le « conseil de la cité et district d’Armagh », est l’assemblée délibérante de la cité et district d’Armagh, composée de 20 (1973-1985), puis de 22 membres (1985-2015), appelés les conseillers (councillors).
Un maire (mayor) et un vice-maire (deputy mayor) sont élus parmi les conseillers à l’occasion de chaque réunion générale annuelle du conseil de la cité et district. En 2012, dans le cadre du jubilé de diamant de la reine, la Lord Mayoralty est accordée à la cité et district d’Armagh faisant du maire le lord-maire (lord mayor) et du vice-maire le vice-lord-maire (deputy lord mayor).

### Circonscriptions électorales
Le district de gouvernement local est divisé en autant de sections électorales (wards en anglais) que de conseillers. Celles-ci sont distribuées par zone électorale de district (district electoral area).
| Zone                           | 1973-1985,                                                               | 1985-2015,                                                                   |
| ------------------------------ | ------------------------------------------------------------------------ | ---------------------------------------------------------------------------- |
| Première zone et ses sections  | A (4 sièges)                                                             | Armagh City (6 sièges)                                                       |
| Première zone et ses sections  | - Ballymartrim - Charlemont - Hockley - Loughgall                        | - Abbey Park - Callan Bridge - Demesne - Downs - Observatory - The Mall      |
| Deuxième zone et ses sections  | B (6 sièges)                                                             | Crossmore (5 sièges)                                                         |
| Deuxième zone et ses sections  | - Killeen - Laurelvale - Markethill - Poyntz Pass - Richhill - Tandragee | - Carrigatuke - Derrynoose - Keady - Killylea - Milford                      |
| Troisième zone et ses sections | C (5 sièges)                                                             | Cusher (6 sièges)                                                            |
| Troisième zone et ses sections | - Carrigatuke - Derrynoose - Keady - Killylea - Milford                  | - Hamiltonsbawn - Killeen - Laurelvale - Markethill - Poynz Pass - Tandragee |
| Quatrième zone et ses sections | D (5 sièges)                                                             | The Orchard (5 sièges)                                                       |
| Quatrième zone et ses sections | - Demesbe - Downs - Lisanally - Lurgyvallen - The Mall                   | - Ballymartrim - Charlemont - Hockley - Loughgall - Rich Hill                |